# Бухбах
Бухбах (нім. Buchbach) — громада в Німеччині, розташована в землі Баварія. Підпорядковується адміністративному округу Верхня Баварія. Входить до складу району Мюльдорф.
Площа — 28,85 км2. Населення становить 3180 ос. (станом на 31 грудня 2020).